# Omoto Yuki
Yuki Omoto (大本 祐槻 Ōmoto Yūki, sinh ngày 24 tháng 9 năm 1994) là một cầu thủ bóng đá người Nhật Bản. Anh thi đấu cho Tokushima Vortis.

## Sự nghiệp
Yuki Omoto gia nhập câu lạc bộ tại J2 League FC Gifu năm 2017.